# Bailly (månekrater)
 Ikke at forveksle med Baily (månekrater).
Bailly er et nedslagskrater på Månen. Det befinder sig nær den sydvestlige rand på Månens forside og er opkaldt efter den franske astronom Jean S. Bailly (1736-1793).
Navnet blev officielt tildelt af den Internationale Astronomiske Union (IAU) i 1935.  På grund af dets placering får perspektivisk forkortning indflydelse på, hvordan krateret ser ud, når det ses fra Jorden. Desuden kan beliggenheden langs måneranden reducere iagttagelsesmulighederne på grund af libration. Det gunstigste tidspunkt for betragtning er nær fuldmåne, når terminatoren krydser kratervæggen.

## Omgivelser
Bailly ligger nord for Le Gentil-krateret og øst for Hausenkrateret. Længere mod vest ligger bjergkæden med det unofficiellle Montes Dörfel. 

## Karakteristika
Dette er det største krater på Månens forside og betegnes ifølge konventionerne som et nedslagsbassin. I areal er det sammenligneligt med et lille mare.
Baillys ujævne kraterbund er sluppet for lavastrømme, og det er dækket af mangfoldige højderygge og kratere. Hele krateret er blevet bombarderet og nedbrudt og den ydre vold er eroderet og på visse strækninger helt forsvundet efter myriader af nedslag. Hvis krateret har haft en central top, kan den ikke længere skelnes. På grund af dets nuværende tilstand har betragtere kaldt dette krater et "ruinområde".
Den sydøstlige del af krateret rummer to bemærkelsesværdige kratere, "Bailly A" og "Bailly B". De ligger delvis over hinanden, og Bailly A ligger desuden ind over randen af Baillys bjergvæg.
På grund af dets størrelse og nedslidte tilstand skønnes Bailly at være mere end 3 milliarder år gammelt.

## Satellitkratere
De kratere, som kaldes satellitter, er små kratere beliggende i eller nær hovedkrateret. Deres dannelse er sædvanligvis sket uafhængigt af dette, men de får samme navn som hovedkrateret med tilføjelse af et stort bogstav. På kort over Månen er det en konvention at identificere dem ved at placere dette bogstav på den side af satellitkraterets midte, som ligger nærmest hovedkrateret. Baillykrateret har følgende satellitkratere:
| Bailly | Længde  | Bredde  | Diameter |
| ------ | ------- | ------- | -------- |
| A      | 69,3° S | 59,5° V | 38 km    |
| B      | 68,8° S | 63,1° V | 65 km    |
| C      | 65,6° S | 69,6° V | 20 km    |
| D      | 65,2° S | 72,2° V | 23 km    |
| E      | 62,5° S | 65,7° V | 13 km    |
| F      | 67,5° S | 69,2° V | 16 km    |
| G      | 65,6° S | 59,1° V | 18 km    |
| H      | 63,5° S | 62,1° V | 12 km    |
| K      | 62,8° S | 76,5° V | 20 km    |
| L      | 60,8° S | 70,9° V | 20 km    |
| M      | 61,4° S | 68,4° V | 23 km    |
| N      | 60,5° S | 63,6° V | 11 km    |
| O      | 69,6° S | 56,7° V | 16 km    |
| P      | 59,6° S | 60,6° V | 15 km    |
| R      | 64,8° S | 80,0° V | 18 km    |
| T      | 66,5° S | 72,8° V | 18 km    |
| U      | 71,3° S | 75,8° V | 20 km    |
| V      | 72,0° S | 85,0° V | 29 km    |
| Y      | 61,3° S | 66,6° V | 12 km    |
| Z      | 60,2° S | 65,6° V | 12 km    |

## Måneatlas
- Billeder af Baillykrateret i LPI-måneatlasset